# Anisocentropus latifascia
Anisocentropus latifascia är en nattsländeart som först beskrevs av Walker 1852.  Anisocentropus latifascia ingår i släktet Anisocentropus och familjen Calamoceratidae. Inga underarter finns listade i Catalogue of Life.